# Petrus Petri Torpensis
Petrus Petri Torpensis Sudermannus, född 1611 i Torpa, Södermanland, död 24 april 1679 i Odensvi, Västmanland, var en svensk kyrkoherde i Odensvi församling, författare och poet.

## Biografi
Petrus (Peter, Petter) Petri Torpensis (Torphensis), ibland med tillägget Sudermannus, föddes 1611 i Torpa, Södermanland, som son till hemmansägare Pehr Larsson. Han kom tidigt till Västerås där han "nedlade mycken flit", varefter han försvarade en disputation vid Uppsala universitet 1636. Därefter promoverades han till magister vid Kungliga Akademien i Åbo år 1643; vid den första magisterpromotionen därstädes. Redan före promotionen blev han antagen till adjunkt i filosofiska fakulteten, där han utgav och presiderade för flera disputationer.
Det antyddes dock att hans starka intresse for poesi riskerade överskugga de förväntade åtagandena. År 1644 erhöll "Dominus Torpensis" en förmaning av konsistoriet "att det honom icke väl anstår, att han på åtskilliga orter friar, hvarjemte han förmanas att icke så mycket låta höra sina visor och rim; de gifva hvarken honom eller akademien någon berömmelse." Petrus Torpensis och hans studiekamrat Jacobus Petri Chronander förblev likväl "de bästa vänner och ständigt söka hvarandras sällskap", där även Daniel Juslenius ingick från studieåren i Åbo. Bägges leverne beskrevs utförligt i Professorer och studenter. Berättelse från Åbo på 1660-talet (1888) av Rafael Hertzberg, där bland annat Jakob Wolle antyds som en antagonist. Chronander och Torpensis beskrevs som "synnerligen populära" bland studenterna: "Man visste på förhand, att det skulle gå muntert till, då de voro med, liksom man kunde lita på att ej bli lemnad i sticket, antingen det då gälde ett nappatag med gesällerna eller med nattvakten, eller att stå som en man för sina upptåg inför rektor magnificus och consistorium academicum." De bägge poetiskt intresserade skriftställarna beskrevs som till karaktären lika varandra.
1648, hemkommen till Västerås, utsågs han till rektor vid Sala stads skola. Så prästvigdes han 1649. Han närvarade vid prästmötet 1653. Utsedd till poes. et hist. lector 1656.
Biskop Olaus Laurelius ängslades dock över djäknarnas disciplin under rektor Petrus Petri Torpensis översyn och ska ha förmanat honom att "han icke skulle sköta om några swenska rim, utan sina discipulos in arte poëtica excercera, så att de kunna carmina latina componera." I passionstiden beklagade biskopen att det "tydeligen syntes lättia och försummelse, ty det är ett stort arbete att läsa öfwer en comoedia."
På Torpensis begären hugnade biskopen honom likväl med prostvärdighet vid Odensvi församling i Västerås stift. Här vållade dock hans "oroliga Capellaner" honom "mycket beswär", och en personkonflikt tycks ha förelegat med någon ur Ribbing-familjen i församlingen.
Petrus Petri Torpensis  angavs som "lycklig i latinska poesien" men "dålig, såsom nästan alla på denna tid, i den swenska." Han efterlämnade en stor mängd poemer både på latin och svenska, tryckta och i manuskript. Han skrev även Historia universalis.
Han gifte sig med Catharina Bellina, dotter till Stephanus Olai Bellinus och dotterdotter till Olaus Canuti Helsingius.
Petrus Petri Torpensis dog 24 april 1679.